# Клиса (Осієк)
45°28′ пн. ш. 18°50′ сх. д. / 45.47° пн. ш. 18.83° сх. д.
Клі́са (хорв. Klisa) — село в Хорватії поблизу Осієка. Належить до міста Осієк, як його частина. «Аеропорт Осієк» розташований на південний захід від села.

## Населення
Населення за даними перепису 2011 року становило 324 осіб.
Динаміка чисельності населення поселення:

## Клімат
Середня річна температура становить 11,18 °C, середня максимальна — 25,65 °C, а середня мінімальна — -5,98 °C. Середня річна кількість опадів — 656 мм.
| Клімат поселення                              | Клімат поселення | Клімат поселення | Клімат поселення | Клімат поселення | Клімат поселення | Клімат поселення | Клімат поселення | Клімат поселення | Клімат поселення | Клімат поселення | Клімат поселення | Клімат поселення | Клімат поселення |
| Показник                                      | Січ.             | Лют.             | Бер.             | Квіт.            | Трав.            | Черв.            | Лип.             | Серп.            | Вер.             | Жовт.            | Лист.            | Груд.            |                  |
| Середній максимум, °C                         | 6,09             | 8,02             | 12,70            | 17,40            | 22,80            | 25,65            | 25,20            | 24,90            | 20,95            | 15,40            | 9,36             | 5,40             |                  |
| Середня температура, °C                       | 0,05             | 2,00             | 6,68             | 11,40            | 16,80            | 19,60            | 21,20            | 21,00            | 17,00            | 11,42            | 5,40             | 1,50             |                  |
| Середній мінімум, °C                          | −5,98            | −4               | 0,66             | 5,36             | 10,79            | 13,60            | 17,30            | 17,06            | 13,10            | 7,50             | 1,49             | −2,44            |                  |
| Норма опадів, мм                              | 42               | 37               | 40               | 51               | 62               | 82               | 66               | 61               | 50               | 54               | 61               | 50               |                  |
| Середньомісячна швидкість вітру, м/с          | 2.30             | 2.52             | 2.86             | 2.74             | 2.46             | 2.20             | 2.20             | 2.00             | 2.00             | 2.20             | 2.30             | 2.34             |                  |
| Середньомісячна сонячна радіація, кДж/м²·день | 4275             | 6961             | 11022            | 15579            | 19311            | 21712            | 22231            | 20357            | 15084            | 9509             | 4851             | 3552             |                  |
| --------------------------------------------- | ---------------- | ---------------- | ---------------- | ---------------- | ---------------- | ---------------- | ---------------- | ---------------- | ---------------- | ---------------- | ---------------- | ---------------- | ---------------- |
| Джерело:                                      |                  |                  |                  |                  |                  |                  |                  |                  |                  |                  |                  |                  |                  |